# バイカーマイス
『バイカーマイス』（Biker Mice from Mars）は、アメリカ合衆国のテレビアニメ。1993年9月18日から1996年2月24日まで放送された。全3シーズン65話。2006年に続編（日本未放映）が始まったが、2008年12月27日から休止状態である。
なお、日本では1995年4月6日から1996年3月28日まで衛星アニメ劇場で放送された。

## あらすじ
火星では、動物たちが人類のような生活を送っていた。しかし、 Plutark との戦争が勃発し、火星に住んでいた3匹のネズミライダーたちは故郷を追われ、シカゴへPlutarkのことを伝えに逃げてきた。

## 登場人物

### バイカーマイスとその仲間
スロットル
声 - ロブ・ポールセン / 日本語版 - 関俊彦
茶色いネズミ。3匹の中でリーダー格。かつて3匹で巻き込まれたけがのため視力が落ち、いつも緑色のサングラスをしている。
モード
声 - ドリアン・ヘアウッド / 中村大樹
大柄で灰色のネズミ。かつて3匹で巻き込まれた怪我のために右腕を失い、義腕をつけている。
ビニー
声 - アイアン・ジーリング / 中原茂
白いネズミ。自称女たらし。かつて3匹で巻き込まれたけがのために顔の一部を負傷した。赤いスポーツバイクに乗っている。
チャーリー
声 - リーザ・ミラー・マッギー / 吉田理保子
本名：Charlene Davidson。ネズミライダーたちをサポートする、人間の女性メカニック。頑固な女性ではあるが、バイカーマイスは彼女を危険な目に遭わせないようにしている。

### 敵
ローレンス・リンバーガー
声 - ウィリアム・モーガン・シェパード / 梁田清之
Plutark 出身のエイリアン。いつも人間のマスクを被っているが、素顔は魚のような姿をしている。地球における1930年代の犯罪社会を気に入っている。その体臭は人間にとって「リンバーガーチーズのような」悪臭である。好物はミミズ。
ドクター・カーバンクル
声 - スーザン・シロー / 上田敏也
すらりとしたずるがしこい科学者。男性。
もともとは リンバーガーの上司であるDominic T. Stiltonのもとで働いていたが、リンバーガーに買収された。
バイカーマイスに対抗しうる機械やロボットについて常に考えており、次元転送機で悪人を転送してきては、バイカーマイスのところへ向かわせている。
かつて火星で戦争が起きた時、バイカーマイスに機械製の体のパーツを与えていた。（モードの義腕も彼の製作）
フレッド
声 - ロブ・ポールセン / 西村朋紘
しばしばカーバンクルの実験台にされるミュータント。なぜだか、痛め付けられる事を喜ぶマゾっ気がある。
カマンベール総司令官（Lord Camembert）
声 - ジェフ・ベネット / 大友龍三郎
ローレンス・リンバーガーの上司。

グリーズ・ピット
声 - ブラッド・ギャレット / 永野広一
ドジな悪人。なぜだか、体中が常に機械油まみれになっている。
ピットボス
声 - ストゥ・ローセン

### その他
Jack McCyber
声 - ジェイソン・プリーストリー
『Virtual Unreality』と『Hit the Road, Jack』に登場。

Napoleon Brie
声 - ルーク・ペリー
ローレンス・リンバーガーのライバル。
ターミネーターX
声 - 玄田哲章

## サブタイトル
ニュータイプによると全46話のうち全44話が30分枠で放送され、『アーサー王とバイカーマイス』は1時間枠で放送されたとのこと。
1. 登場!宇宙の走り屋バイカーマイス!!（1995年4月6日）
2. ワナにはまったバイカーマイス（4月13日）
3. 恐怖のダイヤモンド・ドリル（4月20日）
4. バイカーマイス対毒ガス兄弟（4月27日 ※9月7日、「バイカーマイス対迷惑兄弟」として再放送）
5. シカゴを救え!（5月4日[6]）
6. デビル・アイの恐怖光線（5月11日）
7. 救いの女神!?謎の覆面バイカー現わる!（5月18日）
8. 絶体絶命!地中に落ちたバイカーマイス（5月25日）
9. ガソリン泥棒をやっつけろ（6月1日）
10. バイカーマイス対巨大モンスター（6月8日）
11. 氷の陰謀　お天気おばさんに気をつけろ!（6月15日※12月21日に再放送）
12. 生まれ変わったロックスター（6月22日）
13. リンバーガーのゴマすり大作戦（6月29日）
14. 遊園地でギョギョギョ!（7月6日）
15. ハイテク戦闘機を取り戻せ（7月13日）
16. 火星最大の戦い 望郷のバイカーマイス（7月20日）
17. 火星最大の戦い 捕らわれのバイカーマイス（7月27日）
18. 火星最大の戦い 反撃のバイカーマイス（8月3日）
19. 飛んでけ！シカゴ（8月10日）
20. 大脱走でギョギョギョ（8月17日）
21. 恐怖!バケネコでギョギョギョ（8月24日）
22. 超危険!ブリッ子ハンター・ビリー（8月31日）
23. ギョギョ!リンバーガーのお仕置き会議（9月14日）
24. 助っとだよ!全員集合（9月21日）
25. 宇宙一のかっ飛びバイク野郎決定戦（9月28日）
26. グリースピット栄光の日（10月5日）
27. 合体!カーバンクルとフレッド（10月12日）
28. ナゾのアナ あな 穴（10月19日）
29. 小麦畑で戦って（10月26日）
30. トラック野郎フォーバイ登場（11月2日）
31. 目指せ！アクションスター（11月9日）
32. 宇宙の狩人ストーカーズ（11月16日）
33. ブルタルクのおいしい水（11月23日）
34. 火星を救え!スロットルの恋人地球へ（11月30日）
35. ギョギョ!リンバーガーが女に変身?!（12月7日）
36. 脱税の行方　マルサのチャーリー（12月14日）
37. 氷の陰謀 お天気おばさんに気をつけろ（12月21日）
38. バイカーロボ対バイパーマイス（2月1日）
39. ギョギョ 新発明ミニミニカー（2月8日）
40. 悪役さんいらっしゃい（2月15日）
41. メカウィルスはやばいっす（2月22日）
42. 雨に溶ければ（2月29日）
43. 超クール！バイカーマイスの北極物語（3月7日）
44. アーサー王とバイカーマイス 〜円卓のネズミたち〜（3月14日）
45. アーサー王とバイカーマイス〜捕らわれの姫チャーリー（3月21日）
46. やっぱり正義は勝つ！（3月28日）

## 主題歌
『GONE WITH THE WIND』
作詞・作曲 - TAKURO / 編曲 - GLAY、佐久間正英 / 歌 - GLAY
日本語版前期オープニングテーマ。
『STAY WITH YOU TONIGHT』
作詞 - 生沢佑一 / 作曲 - 生沢佑一、松川敏也 / 編曲 - TWINZER、明石昌夫 / 歌 - TWINZER
日本語版後期オープニングテーマ。

## スタッフ
- 原作：リック・アンガー
- 製作総指揮：スタン・リー、リック・アンガー
- 制作：ニューワールドアニメーション 、マーベルプロダクション、ブレンドウッド・テレビジョン・ファニー
- アニメーション制作：フィリピンアニメーションスタジオ、ムークアニメーション[8]
- 日本語版演出：岩浪美和
- 日本語版制作：イオン（現：フリュー）

## メディア展開
1994年、コナミからスーパーファミコン用にソフトがリリースされた。日本語版の発売はなかったが、参加した作曲家には安慶名伸行などがいた。

### コミック
1990年代前半、マーベル・コミックから4巻分リリースされた。ただし、最終巻は読者向けのページとなっている。また、イギリスのマーベル子会社からも漫画が出た。